# Mirka van Gils Slavíková

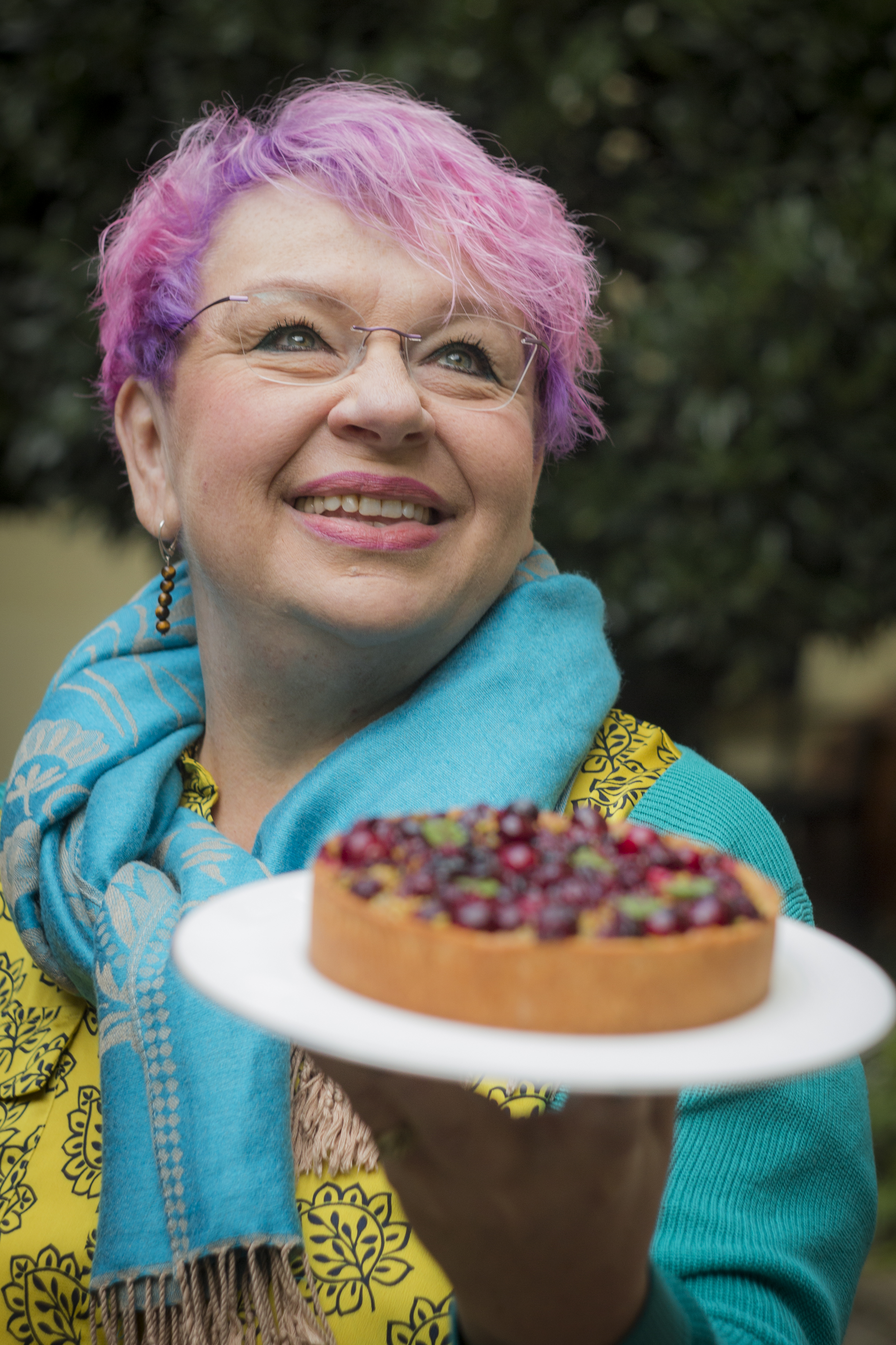
Mirka van Gils Slavíková

Mirka van Gils Slavíková (* 15. ledna 1961, Plzeň) je česká cukrářka, která je držitelkou francouzského titulu Professeur en Sucre d'Art a v roce 2002 zvítězila ve Velké ceně Paříže v přípravě svatebního dortu croquembouche.

## Osobní život
Začínala jako cukrářka v Praze, v roce 1984 nastoupila do restaurace Moskva a poté do hotelu Alcron. Před revolucí v roce 1989 emigrovala do Německa a odtud do Jihoafrické republiky. V Johannesburgu vedla místní cukrárnu a připravovala národní dezerty koeksister. Zatoužila po návratu do České republiky a tak se vydala autem přes Afriku zpět do Česka. Po návratu se rozhodla znovu cestovat. Tentokrát zamířila do Spojených států a v San José v Kalifornii založila cukrárnu specializovanou na perníčky. Po narození dvou synů se vrátila zpět do Evropy a studovala ve Švýcarsku na International Professional School v Curychu. V roce 2002 studovala na Národní vysoké škole cukrářské (École nationale supérieure de la pâtisserie) ve Francii. Zde získala nejvyšší cukrářský titul Professeur en Sucre d'Art. V České republice vytvářela dorty pro Karla Gotta, Daniela Craiga, kancléřku Angelu Merkelovou a také pro americkou političku Condoleezzu Riceovou.
Nyní žije v Holandsku, kde pracuje na svých knihách a občas vyráží na světové soutěže. V roce 2013 získala zlatou medaili v Basileji za karamelovou panenku, kterou věnovala své mamince. Má dceru Hanu a dva syny Matěje a Clarka a velmi často se vrací do České republiky. Stala se hlavní porotkyní v 1. řadě (r. 2020) pořadu České televize Peče celá země. Tento pořad je pod licencí pořadu od BBC – The Great British Bake Off.

## Vzdělání
- 2002, École nationale supérieure de la pâtisserie, umění čokolády a pralinek, Francie
- 2000, International Skill School, sugar art, Švýcarsko
- 1985–1989 hotel management, Česko
- 1976–1979 odborné učiliště – obor cukrář, Česko

## Praxe
- 2004–2010 Gastro Ostrava, organizace soutěže
- 2001–2002 Nestlé Česko, Praha, technologický poradce
- 1995–2000 pekařství Flying cakes, San José, zakladatelka
- 1993–1995 Sandton bakery, Johannesburg, Jihoafrická republika, manažerka pekařství
- 1990–1992 hotel Sun & Tower, Johannesburg, Jihoafrická republika, šéfcukrářka
- 1989–1990 cukrárna v Německu, cukrářka
- 1986–1988 interhotel Jalta, Praha, šéfcukrářka
- 1984–1986 hotel Alcron, Praha, šéfcurkářka
- 1979–1984 restaurace Moskva, Praha, šéfcukrářka

## Ocenění
- 2014 – Culinary World Cup in Luxemburg – bronzová medaile
- 2013 – IGEHO Basilej – zlatá medaile
- 2005 – IGEHO Basilej – bronzová medaile
- 2004 – IKA Erfurt Olympiáda kuchařů a cukrářů – stříbrná a bronzová medaile
- 2004 – Stuttgart – stříbrná medaile
- 2003 – Warth – zlatá medaile
- 2002 – Paříž – 1. International Festival Des Croquembouche – Grand prixe
- 1992 – Johannesburg – sugarshow – zlatá medaile
- 1979 – Katovice – zlatá medaile

## Televize
- Maminčina kuchyně aneb vaříme s láskou (2015)
- Pečeme s láskou (2011)
- Peče celá země (2020)

### Knihy
- Vůně chleba, vydalo nakladatelství Ikar CZ v roce 2016, ISBN 9788024932217[6]
- V hlavní roli chřest, vydalo nakladatelství Ikar CZ v roce 2016 ISBN 9788024929811[3]
- Dezerty jedna báseň, vydalo nakladatelství Ikar CZ v roce 2015, ISBN 9788024926902[7]
- Cheesecakes, vydalo nakladatelství Appetito v roce 2010, ISBN 9788090458000
- Kouzlo dezertů, vydalo nakladatelství Ikrar CZ v roce 2008, ISBN 9788024911328[8]